# Playa Manzanillo
La Playa Manzanillo es una playa ubicada en Acapulco, Guerrero, en el sur de México. Se localiza en el fraccionamiento Las Playas, junto a la avenida Costera Miguel Alemán de dicha ciudad, formando parte de la zona turística del Acapulco tradicional o náutico, junto al Paseo del Pescador.

## Historia
Fue bautizada con dicho nombre en 1663. Su nombre tiene origen en dos posibles versiones, una afirma que en tiempos del Virreinato, un barco procedente del puerto de Manzanillo, Colima llegaría con varias familias a Acapulco para poblarlo. Cuando entran a la bahía con dirección al viejo fondeadero del puerto, un niño de los que venían a bordo lanzó un grito “¡Salimos de Manzanillo y llegamos a Manzanillo!” aludiendo a que dicha playa y la zona que la rodeaba se asemejaba a la del puerto colimense. A partir de entonces, la población la denominaría con ese nombre. La otra versión sostiene que en la playa abundaba el árbol de Manzanillo, euforbiáceo en su tipo que daba un fruto venenoso.
En el año de 1909, una barca de cuatro palos denominada Simla que transportaba carbón proveniente de Australia a Acapulco, se incendió en la bahía. Dos vapores remolcadores transportaron dicha barca a la playa Manzanillo para encallarlo donde días después siguió consumiéndose con el incendio. Permaneció ahí muchos años después hasta que un remolcador estadounidense lo puso a flote y lo llevó a dicho país.
Durante la década de 1920, el general Federico Berlanga, jefe de operaciones en las regiones de la Costa Grande y Chica, manda a construir un camino para comunicar directamente a la ciudad de Acapulco con la playa Manzanillo, dicho camino subía y rodeaba el cerro La Pinzona y descendía a la altura de la playa. Sin embargo, quedó inconcluso al dejar Berlanga la ciudad siendo terminado por el general Alberto F. Berber posteriormente.  Este sería el primer tramo que más tarde comunicaría a las playas de Caleta y Caletilla con la ciudad y que en 1949 se convertiría en la Avenida Costera Miguel Alemán. 
La playa Manzanillo sirvió como astillero y cementerio de embarcaciones por muchas décadas, provocando altos niveles de contaminación por el polvo de pulido de fibra de vidrio libres a la atmósfera y el vertimiento de escombro y solventes orgánicos a la arena de la playa, con alto riesgo de daños a la salud provocado a los vecinos residentes del área y algunos turistas que se aventuraban a ocupar la playa para natación y descanso.
A principios de 2018, fue presentado por el gobierno estatal un proyecto integral en donde se contemplaba el rescate de la playa, la rehabilitación del Paseo del Pescador, los accesos a Playa Honda, una calle, un parque y una cancha dentro del barrio de Manzanillo. Los trabajos de rehabilitación concluyeron el año siguiente y el conjunto fue inaugurado el 14 de abril de 2019.